# Porcijunkula
Porcijunkula, italijansko Porziuncola (Portiuncula v latinščini), je majhna katoliška cerkev, ki stoji v papeški baziliki svete Marije Angelske v  frazione (del italijanske občine) Santa Maria degli Angeli, približno 4 kilometre od Assisija v Umbriji (osrednja Italija). To je kraj, od koder se je začelo frančiškansko gibanje.
Ime Porcijunkula (kar pomeni "majhen del zemlje") je bilo prvič omenjeno v dokumentu iz leta 1045, zdaj v arhivu Asissijske stolnice.

## Zgodovina
Po legendi, katere obstoj z gotovostjo lahko zasledimo šele do leta 1645, so majhno kapelico Porcijunkulo postavili pod papežem Liberijem (352-366) puščavniki iz Josafatove doline, ki so prinesli relikvije iz groba blažene Device. Ista legenda pripoveduje, da je kapela prešla v last Benedikta Nursijkega leta 516. Bila je znana kot Gospa iz Josafatske doline ali angelov - zadnji naslov se po mnenju nekaterih nanaša na Marijino vnebovzetje z angeli; bolj utemeljeno mnenje pripisuje ime legendi, ki priča o petju angelov, ki so ga tam pogosto slišali.
Kapela je bila postavljena na majhnem delu zemlje ("Portiuncula"), ki je pripadala redu svetega Benedikta iz Monte Subasia. Kasneje je ime dežele prešlo v samo cerkvico. Bila je v slabem stanju, zapuščena v hrastovem gozdu.
Frančišek je po romanju v Rim, kjer je pri cerkvenih vratih prosil za uboge, rekel, da je imel mistično vizijo Jezusa Kristusa v stranski kapeli San Damiano, približno dve milji zunaj Assisija, v kateri je ikona Kristusa križanega oživel in mu trikrat rekel: "Frančišek, Frančišek, pojdi popraviti mojo hišo, ki, kot vidite, propada." Frančišek je to dobesedno pomenil porušeno cerkev, v kateri je trenutno molil, in tako prodal svojega konja in nekaj blaga iz očetove trgovine, da bi tam pomagal duhovniku. Njegov oče Pietro, zelo ogorčen, je iskal vračilo. Po zadnjem razgovoru v prisotnosti škofa se je Frančišek odrekel očetu in njegovi dediščini ter odložil celo oblačila, ki jih je prejel od njega. Naslednjih nekaj mesecev je živel kot berač v regiji Assisi. Tokrat se je za dve leti vrnil v mesto in obnovil več porušenih cerkva, med njimi Porcijunkula, majhno kapelico svete Marije Angelske, tik pred mestom.
Frančišek si je v bližini kapele Matere Božje angelske zgradil majhno kočo, kmalu pa so se mu pridružili še drugi. Tu je ustanovil frančiškane. Okrog leta 1211 je majhno kapelo Frančišku podaril opat svetega Benedikta iz Monte Subasia pod pogojem, da postane matična hiša njegove verske družine. Na cvetno nedeljo 1211 je sveti Frančišek v tej cerkvi sprejel Klaro Asiško in ustanovil drugi red ubogih klaris. Ob tem skromnem svetišču, ki je bilo Frančišku že drago, je prvi frančiškanski samostan nastal z postavitvijo nekaj majhnih koč ali celic iz pletenine, slame in blata, obdanih z živo mejo.
Generalni kapitelj, letna srečanja bratov, so v tej cerkvi potekala običajno med binkošti (meseci maja - junija).
Ko je čutil, da se bliža njegov konec, je sveti Frančišek prosil, naj ga septembra 1226 vrnejo v Porcijunkulo. Na smrtni postelji je sveti Frančišek priporočil kapelo zvesti zaščiti in oskrbi svojih bratov. Umrl je v svoji celici, ne petnajst jardov od cerkve, ob sončnem zahodu v soboto, 3. oktobra 1226.
Kakor koli že, tukaj ali v tej soseski je bila zibelka frančiškanskega reda. Po Frančiškovi smrti sta duhovna vrednost in karizma Porcijunkule postali še večji. Sveti Frančišek je Porcijunkulo izpostavil kot primarni vir navdiha in vzor vsem svojim privržencem.

## Poznejši razvoj
O obliki in načrtu prvega samostana, zgrajenega v bližini kapele, nimamo podatkov, prav tako ni znana natančna oblika lože ali ploščadi, zgrajene okoli kapele, niti kora bratov, zgrajenih za njo. Kmalu po letu 1290 je kapela, ki je merila le približno 5,5 x 3,2 m, postala popolnoma neprimerna za sprejem množice romarjev. Oltarni del, oznanilo, je naslikal duhovnik Hilarij iz Viterba leta 1393. Samostan je bil kratek čas le rezidenca generalnih ministrov reda po svetem Frančišku. Leta 1415 se je prvič povezal z rednim obredom, v skrbi za katerega ostaja vse do danes.

## Okras
To majhno cerkev so izvrstno okrasili umetniki iz različnih obdobij. Na fasadi, nad zunanjim vhodom, je freska Johanna Friedricha Overbecka (1829), ki prikazuje svetega Frančiška, ki je od Kristusa in Device prejel odpustek, znan kot Odpustek iz Asisja. Nemški slikar Overbeck je bil član nazarenskega gibanja, skupine slikarjev, ki je želela oživiti poštenost in duhovnost v krščanski umetnosti. Na dnu te freske je majhna pravokotna freska, pod katero so latinske besede Haec est porta vitae aeternae (To so vrata v večno življenje).
Zunanja stena desno od vhoda prikazuje fragmente dveh fresk neznanih umbrijskih umetnikov. V 19. stoletju so se v isti steni odprla vrata za nadzor pretoka romarjev. Na levi zunanji steni je nagrobnik Pietra Cattanija, ki je umrl 10. marca 1221. (sv. Frančišek je bil v času smrti še živ). Na zadnji strani, nad vhodom, je freska Križanje, delo Perugina, poslikana okoli leta 1485. Močno je bila poškodovana med gradnjo bazilike. Vrata iz 15. stoletja so okrašena s cvetličnimi motivi. Na vrhu Porcijunkule stoji majhen gotski zvonik.
Notranjost je stroga in preprosta. Nekaj hrapavih, kvadratnih kamnov, vzetih z gore Subasio, je svetnik postavil med popravljanjem te cerkvice. Okrašena je v preprostem gotskem slogu s freskami iz 14. in 15. stoletja. Mojstrovina pa je šestdelna freska v apsidi te cerkve, ki jo je naslikal duhovnik Ilario da Viterbo (1393):
- Oznanjenje (na sredini)
- Frančišek se vrže v trnnje (desno)
- Frančišek v spremstvu dveh angelov (desno)
- Prikazanje Kristusa in Device, v spremstvu 60 angelov, s svetim Frančiškom, ki daruje vrtnice (zgoraj)
- Frančišek prosi papeža Honorija III. za potrditev odpustka (levo)
- Frančišek obljublja odpuščanje, v spremstvu škofov Umbrije (levo)

Tlak na tleh so po potresu leta 1997 obnovili v prvotnem videzu.

## Bazilika svete Marije Angelske
Stavbe, ki so bile postopoma dodane svetišču, so bile podrte po ukazu papeža Pija V. (1566–1572), razen celice, v kateri je umrl sveti Frančišek, nadomestila pa jih je velika bazilika v sodobnem slogu. Nova stavba je bila postavljena nad omenjeno celico in nad kapelo Porcijunkula, ki je tik pod kupolo. Bazilika, ki ima tri ladje in krog kapelic, ki se raztezajo po celotni dolžini ladij, in je bila dokončana (1569–78) po načrtih Giacoma Barozzija da Vignole, ki mu je pomagal Galeazzo Alessi.
V noči na 15. marec 1832 je lok treh ladij in kora padel zaradi potresa, v kupoli pa je nastala velika razpoka. Papež Gregor XVI. je v letih 1836-1840 cerkev obnovil, 8. septembra 1840 pa je baziliko ponovno posvetil kardinal Lambruschini. 11. aprila 1909 jo je papež Pij X. povzdignil v "patriarhalno baziliko in papeško kapelo". Veliki oltar so zato na račun frančiškanske province Svetega križa (znanega tudi pod imenom Saška provinca) takoj obnovili in dodali papeški prestol. Pod obokom kora, ki počiva ob stebrih kupole, je še vedno ohranjena celica, v kateri je umrl sv. Frančišek, medtem ko je malo za zakristijo mesto, kjer je svetnik med skušnjavo in naj bi se skotalil v grmičevje, ki so ga nato spremenili v vrtnice brez trna. V isti noči je svetnik prejel odpustek Porcijunkule.

## Praznik odpuščanja
Frančiškani še naprej praznujejo praznik Matere Božje angelske iz Porcijunkule 2. avgusta, ki označuje posvetitev cerkve.
Odpustke Porcijunkule je bilo sprva mogoče dobiti le v kapeli Porcijunkula med popoldnevom 1. avgusta in sončnim zahodom 2. avgusta. 5. avgusta 1480 (ali 1481) je to papež Sikst IV. razširil na vse cerkve prvega in drugega reda svetega Frančiška za frančiškane. 4. julija 1622 je Gregor XV. razširil privilegij vsem vernikom, ki so po spovedi in sprejemu svetega obhajila ob določenem dnevu obiskali te cerkve. 12. oktobra 1622 je Gregor XV. podelil enak privilegij vsem kapucinskim cerkvam. Papež Urban VIII. ga je 13. januarja 1643 to podelil vsem cerkvam rednega tretjega reda, papež Klemen X. pa 3. oktobra 1670 vsem cerkvam [[minoriti|minoritov.
Medtem ko so papeževe izjave naredile odpustke Porcijunkule nesporne z juridiko-kanonističnega stališča, zgodovinska verodostojnost (tj. izvor iz svetega Frančiška) ostaja vprašljiva. Nobena od starih legend o svetem Frančišku ne omenja odpustkov, niti noben sodobni dokument ga ne omenja. Najstarejši dokument, ki omenja odpustke, je notarska listina z dne 31. oktobra 1277, v kateri blaženi Benedikt iz Arezza (ki ga je sam sveti Frančišek sprejel v red) priča, da ga je brat Masseo (spremljevalec svetega Frančiška) obvestil, da je papež Honorij III. dal odpustek pri Perugii. Kasnejša pričevanja vključujejo pričevanja Jakoba Cappolija v zvezi z bratom Leom, Oddo iz Acquasparte, Peter Zalfani, Peter Janez Olivi (ki je okoli leta 1279 napisal traktat, ki je zagovarjal te odpustke), Janez Laverna, Ubertino da Casale in Frančišek Fabrianov (katerega pričevanje sega v leto 1268).
Kasnejši papeži so privilegij razširili na vse cerkve, ki so kakor koli povezane s frančiškanskim redom, tudi na cerkve, v katerih je imel sestanke tretji red (celo župnijske cerkve itd.), pod pogojem, da v okrožju ni frančiškanske cerkve in da je takšna cerkev bila oddaljena nad italijansko miljo (1000 korakov). Tudi okrožja in države bi lahko dobili posebne privilegije.
Papež Pavel VI. je po drugem vatikanskem koncilu popolnoma reformiral podeljevanje odpustkov. Njegova apostolska ustava Indulgentiarum Doctrina (1967) je še enkrat potrdila porcijunkulske odpustke. V skladu z Enchiridion Indulgentiarum lahko katoliški verniki 2. avgusta ali na drug dan, ki ga določi lokalni ordinarij v korist vernikov, pod običajnimi pogoji (zakramentalna spoved, sveto obhajilo in molitev za namene vrhovnega papeža), s pobožnim obiskom župnijske cerkve in tam izgovarjanjem vsaj Gospodove molitve in veroizpovedi, dobijo odpustek. Odpustek velja za stolno cerkev škofije in za sostolnično cerkev (če obstaja), tudi če niso župnijske, pa tudi za kvaziparohijske cerkve. Da bi to pridobil, mora biti pri vsakem odpustku brez vsakršne navezanosti na greh, tudi na lahki greh. Kadar celotna enota želi, je odpuščanje delno.